# فرودگاه امبو
فرودگاه امبو (به انگلیسی: Embu Airport) یک فرودگاه همگانی، غیرنظامی است که یک باند فرود آسفالت دارد و طول باند آن ۹۰۰ متر است. این فرودگاه در شهر امبو، کنیا کشور کنیا قرار دارد و در ارتفاع ۱۲۶۵ متری از سطح دریا واقع شده است.